# 茂木佐平治
茂木 佐平治（もぎ さへいじ、1914年9月28日 - 1990年6月5日）は、日本の経営者。キッコーマン社長、会長を務めた。同社創業家の茂木家(野田の醤油醸造#茂木一族)出身で10代目茂木佐平治。旧名・茂木資一郞。千葉県出身。

## 経歴・人物
９代目茂木佐平治の長男・資一郞として生まれる。母親の淑江も茂木一族で茂木房五郎 (5代)の妹。
1938年に東京帝国大学経済学部商業学科を卒業し、同年に野田醤油(のちのキッコーマン)に入社。1952年に取締役に就任し、1974年には社長に就任。1980年3月に取締役に就任。
1979年11月に藍綬褒章を受章し、1984年11月に勲三等旭日中綬章を受章。
1990年6月5日肝不全のために死去。75歳没。